# José Pascual Marco Martínez
 José Pascual Marco Martínez  (Madrid, 13 de febrero de 1958) es un diplomático español. Es embajador de España en el Reino Unido (desde septiembre de 2021).

## Biografía
Es licenciado en Filosofía y Derecho por la Universidad Complutense. Se incorporó al Servicio Diplomático en 1983.

### Trayectoria
Tras su ingreso en la carrera diplomática, José Pascual Marco Martínez estuvo destinado en las representaciones diplomáticas en Pakistán (1983) y Nicaragua (1985). Fue cónsul general de España en Melbourne (1987), subdirector general de la Oficina de Planificación y Evaluación de la Secretaría de Estado de Cooperación Internacional y para Iberoamérica (1990) y jefe de la Oficina Comercial de la Embajada de España en Turquía (1993). También se desempeñó como segundo jefe en la Embajada de España en Sudáfrica (1996) y consejero y coordinador en la Representación Permanente de España ante la Unión Europea (1999).
En 2002 fue nombrado director adjunto del Gabinete de la ministra de Asuntos Exteriores y, posteriormente, embajador de España en la República Democrática del Congo (2003) y en la República del Congo (2004). Más tarde fue segundo jefe en la Embajada de España en Washington (2006) y embajador representante permanente adjunto de España ante la Unión Europea (2010).
Ha sido director general de Política e Industrias Culturales y del Libro (2015-2017); y director general de Coordinación de Asuntos Generales de la Unión Europea (2017-2021).
El 24 de julio de 2021 fue designado como embajador español para Reino Unido. Su nombramiento fue ratificado en la reunión del Consejo de Ministros del 24 de agosto de 2021.